# PlayStation Move Heroes
PlayStation Move Heroes is een actie-avonturenspel, dat op 22 maart 2011 uitkwam voor de PlayStation 3. Het spel is ontwikkeld door Nihilistic Software en is uitgegeven door Sony Computer Entertainment. Het spel heeft zes hoofdpersonen uit drie spellen: Ratchet & Clank, Sly Cooper en Jak and Daxter.